# Robert Trujillo
Roberto Agustín Miguel Santiago Samuel Trujillo Veracruz (Santa Monica (Californië), 23 oktober 1964) is een Amerikaans bassist. Hij is onder andere ex-bassist van de Suicidal Tendencies, Infectious Grooves en Ozzy Osbourne. Sinds 2003 speelt hij in de metalband Metallica. 

## Biografie
De carrière van Trujillo begon toen hij Mike Muir & Rocky George van de band Suicidal Tendencies ontmoette. Hij bleek de basgitaar goed te beheersen en heeft een aantal keer gejamd met de groep. Zijn stijl en talent werden gewaardeerd door de band die hem aannam als bassist. In de jaren negentig begonnen Trujillo en Muir de funk-rockgroep "Infectious Grooves". Robert bleef een aantal jaar bassist bij deze groep. Hierna werkte hij mee aan het album Degredation trip van Alice in Chain gitarist Jerry Cantrell waarmee hij tevens een tour deed, daarna vertrok hij naar de band van Ozzy Osbourne. Daar is hij bassist gebleven totdat hij in 2003 door Metallica werd gevraagd om bij hun band te komen spelen. Metallica was geen onbekende voor Trujillo. Hij had de band al eens eerder ontmoet, toen zijn band het voorprogramma van Metallica vormde tijdens de Summer Shed Tour in 1994.
Trujillo werd aangenomen bij Metallica na de opnames van het album St. Anger. Hij kreeg direct een miljoen dollar aangeboden. Volgens drummer Ulrich omdat ze wilden laten zien hoe serieus ze waren. Tussen het vertrek van Jason Newsted en de komst van Robert Trujillo in was Bob Rock (producer van 1991 tot 2006), tijdelijk bassist van de band. Hoewel Trujillo op het album staat vermeld als bassist, heeft Rock alle partijen ingespeeld.
Trujillo verzorgt live ook de achtergrondzangpartij voor Metallica op nummers als "Broken, Beat & Scarred" en "Disposable Heroes".
- Bibsys: 4018165
- Biblioteca Nacional de España: XX5411291
- Bibliothèque nationale de France: cb140051068 (data)
- Gemeinsame Normdatei: 1060079836
- International Standard Name Identifier: 0000 0003 6191 3789
- Library of Congress Control Number: no2002063218
- MusicBrainz: 777038ba-d2b5-41ab-a6c5-57a7e97abdf1
- Nationale Bibliotheek van Tsjechië: xx0086805
- Nationale Bibliotheek van Polen: a0000002246861
- SNAC: w6zk6c6w
- Virtual International Authority File: 85876610
- WorldCat: E39PBJhMhpbGB8DHQwmQWpdvpP